# Аполо 14
Аполо 14 (на английски: Apollo 14) е осмата пилотирана мисия от програмата Аполо и третата мисия, кацнала на Луната. Мисията трае от 31 януари до 9 февруари 1971 г.

## Екипаж
| Пост                     | Астронавт                         |
| ------------------------ | --------------------------------- |
| Командир                 | Алън Шепърд два космически полета |
| Пилот на командния модул | Стюард Руса един космически полет |
| Пилот на лунния модул    | Едгар Мичъл един космически полет |

* Броят на полетите за всеки астронавт е преди и включително тази мисия

## Дублиращ екипаж
| Пост                     | Астронавт                           |
| ------------------------ | ----------------------------------- |
| Командир                 | Юджийн Сърнън два космически полета |
| Пилот на командния модул | Роналд Еванс                        |
| Пилот на лунния модул    | Джо Енгъл                           |

* Броят на полетите за всеки астронавт е преди и включително тази мисия

## Общи сведения
Корабът е съставен от команден модул (образец 110) и лунен модул (образец LM-8). За командния модул астронавтите избират позивна „Кити Хок“ (мястото, където извършват своя пръв полет със самолет братя Райт), за лунния модул – „Антарес“ (звезда в съзвездието Скорпион, която астронавтите трябва да следят по време на прилуняването си).
Тегло на кораба: 44,5 тона. За неговия старт се използва ракета „Сатурн-5“ (образец AS-509).
Цел на полета – кацане на Луната с провеждане на изследвания по много по-обширна програма от тази при полета на кораба „Аполо 12“.

## Програма на полета
Предвижда се прилуняване в района на кратера Фра Мауро (планираното место за кацане на кораба „Аполо 13“), отработка на техниката на кацане с лунния модул в пресичания с материци район на Луната (двете предишни експедиции се прилуняват в лунните морета), събиране образци от лунния грунд, фотографиране и филмиране на повърхността на Луната, доставяне на Луната на научни прибори, изследване на локалните магнитни полета с помощта на портативен магнитометър, фотографиране повърхността на Луната от селеноцентрична орбита (на първо място района на кратера Декарт – планираното място за прилуняване на кораба „Аполо 16“), насочване падането на Луната на последната степен от ракетата носител и някои други задачи.
Програмата на полета е изпълнена изцяло. Командният модул се намира в Astronaut Hall of Fame в Титъсвил, щата Флорида.

## Предстартова подготовка и старт
Ракетата носител с кораба е изведена на стартовата площадка на 9 ноември 1970 г. При старта на кораба в Центъра за управление на полетите сред почетните гости присъстват вицепрезидентът на САЩ Спиро Егню и няколко министри. На космодрума и в прилежащия район стартът е наблюдаван от около 500 хиляди души.
Корабът стартира на 31 януари 1971 г. в 21 часа 03 минути GMT с 40 минути закъснение от разчетеното време.
Ракетата носител извежда кораба на орбита, близка до предвидената.

## Полет към Луната
На третия час от полета двигателят на последната степен на ракетата носител е включен и извежда кораба на траектория към Луната.
В началото на четвъртия час от полета започват операциите по преподреждане на модулите. При предишните полети на корабите „Аполо“ тези операции обикновено продължават около 25 минути, а при полета на „Аполо-14“ – два часа. Стиковката на командния модул с лунния, намиращ се на последната степен на ракетата носител, успява при шестия опит (при предишни полети са извършени девет стиковки, всичките от първи опит). Първият опит е направен в 3 часа 14 минути от полетното време. Руса прави още четири опита, но безуспешно. Стиковката трябва да се извърши в рамките на 18 часа. За това време е разчетен ресурса на батерията на последната степен на ракетата носител, захранваща нейната система за стабилизация. Ако стиковката не се бе осъществила, щеше да се провали втора поред лунна експедиция. Шестият опит е успешен.
На третия ден от полета е извършена корекция на траекторията и планова проверка на бордовите системи на лунния модул.
На четвъртия ден от полета телеметричната информация показала, че една от батериите на излетната степен на лунната кабина е с напрежение по-ниско от номиналното. Астронавтите преминават в лунната кабина за проверка на батерията, но по-нататъшен спад в напрежението няма. Направено е заключението, че неизправен е само един елемент от батерията. Ръководителите на полета вземат решение да се извърши прилуняване, ако не възникнат нови проблеми с батерията.
На осемдесет и третия час на полета корабът влиза в окололунна орбита, близка до планираната. В края на същия този час последната степен на ракетата носител пада на Луната. Ударът е регистриран от сеизмографа, доставен от екипажа на кораба „Аполо-12“, По този начин е осъществено дълбочинно сондиране на Луната.

## Прилуняване
Шепард и Митчел преминават в лунната кабина около четири часа преди отделянето ѝ от командния модул.
Разстиковането става на сто и четвъртия час от началото на полета.
Двигателят на лунния модул е включен 108 часа 42 минути 29 секунди от началото на полетното време.
В първите 26 секунди Шепард ръчно поддържа тягата на двигателя на ниво около 10 %, а след това го привежда в режим на максимална тяга. След което е задействана системата за автоматично прилуняване.
На височина 8 км се задейства бордовият радиолокатор.
Спускането в автоматичен режим, разчетено за 11 минути и 32 секунди, фактически продължава 12 минути и 44 секунди, понеже Шепард след известно време привежда лунния модул в режим на висене за избор на подходяща площадка върху твърде пресечената местност.
Кацането на Луната се извършва на 5 февруари 1971 года в 9 часа 18 минути 13 секунди GMT. Бордното време на прилуняване е 108 часа 55 минути 13 секунди. Лунният модул се спуска на площадка с наклон осем градуса (при наклон над петнайсет градуса на астронавтите е забранено слизането по стълбата на повърхността на Луната, а при наклон над 42 градуса стартът от Луната е невъзможен).
По заявлението на Шепард, равни площадки на мястото за кацане не е имало въобще.

## Престой на Луната
След кацането астронавтите в течение на няколко минути се намират в готовност за авариен старт от Луната. Но обстановката е нормална, астронавтите получават разрешение от Центъра за управление и започват подготовка за своето първо излизане на Луната.
Пръв на повърхността (по бордово време 114 часа 31 минути) слиза Шепард. При което той произнася: „Това беше дълъг път, но ето че сме тук“. След по-малко от пет минути на повърхността слиза и Митчел. Астронавтите оглеждат мястото на прилуняване.
След около десет минути Митчел събира първите образци грунт, а Шепард монтира телекамерата на статив на 15 метра от лунния модул.
Астронавтите разтоварват и монтират част от апаратурата, след това издигат американския флаг.
Митчел взима в ръце камерата и показва окръжаващия ландшафт, съпровождайки това с коментари.
След 115 часа 49 минути от полетното време астронавтите са помолени да отидат до знамето, след което им предават посланието на президента Ричард Никсън.
След 116 часа 27 минути от полетното време, астронавтите, предварително натоварили част от оборудването на количка, се отправят към мястото за установка на научната апаратура. Шепард тегли количката с едната ръка, а с другата носи лазерния отражател. Митчел носи два комплекта научно оборудване. Още в самото начало на пътя е принуден да спре за почивка, защото „това нещо се оказа по-тежко, отколкото съм си мислел“.
На сто и осемнайсетия час от експедицията приборите са монтирани на грунта.
По обратния път към лунния модул, астронавтите събират допълнително лунни образци.
Първото излизане на екипажа от лунния модул на лунната повърхност продължава 4 часа 45 минути.
След завръщането си в лунния модул астронавтите презареждат с вода и кислород автономните системи за жизнеобезпечаване. След хранене, сън и закуска след това, астронавтите се подготвят за второ излизане на повърхността на Луната.
При първата разходка в скафандъра на Митчел е открита малка утечка, затова на астронавтите е наредено да проверят този скафандър особено щателно.
Намиращата се на статива телевизионна камера е отново включена в 131 час 52 минути от полетното време.
След 5 минути на повърхността на Луната слиза Шепард, след още три минути и Митчел. Астронавтите натоварват необходимото оборудване в количката и се отправят към близолежащия кратер Коун.
При първото спиране взимат с ръчна сонда колонка грунт от дълбочина 45 см. Не успяват да забият сондата на цялата дълбочина (110 см). Пречат твърдите породи.
След още едно спиране по пътя, астронавтите достигат кратера Коун и започват да изкачват неговия склон. Наклонът му по тяхна оценка достигал 18 градуса. Астронавтите не теглят количката, а я носят на ръце, като я държат от двете страни. Между астронавтите възниква спор за ориентирите. След няколко спирания за отдих и ориентиране, астронавтите решили, че се приближават към края на кратера, но се оказва че това е само гребен след който изкачването продължава, а склонът ставал забележимо по-труден. Астронавтите съобщили, че до края на прехода има не по-малко от 30 минути, при което е възможно те да грешат в определянето на своето местоположение. При разговорите се е чувало тежкото им дишане. Шепард изказал мнение, че трябва да се връщат, иначе няма да остане време за събиране на запланирания комплект образци. Учените на Земята се съгласят с тях и предлагат да вземат образци от мястото, където се намират астронавтите, доколкото тези образци едва ли се отличават съществено от намиращите се на ръба на кратера.
В скафандъра на Шепард е регистрирана малка утечка на кислород.
На астронавтите е наредено да вземат образци бели камъни и незабавно да се връщат в лунния модул по най-краткото трасе. По пътя вземат още няколко проби от лунния грунт.
След 135 часа 32 минути полетно време астронавтите достигат лунния модул.
Шепард се отправя към мястото, където по време на първото излизане са монтирани приборите, и проверява положението на антените на блока телеметрична апаратура, а Митчел отива до купчина камъни за събиране на образци.
Връщайки се до лунния модул, астронавтите натоварват контейнерите с образци. Разходката продължава 4 часа 29 минути. Астронавтите събират 23 кг образци.
Пред входа на лунния модул Шепард изважда от джоба на скафандъра три топки за голф и като използва един от инструментите, прави три удара. Топките за голф Шепард е взел със знанието на ръководителите на полета и те са стерилизирани. Митчел мята като копие щанга, дълга половин метър. Митчел влиза в лунния модул в 136 часа 07 минути от полетното време, Шепард – десет минути по-късно.
На прилуняващата степен на лунния модул е монтирана видеокамера, включена по команда от Земята. С нейна помощ са заснети астронавтите, връщащи се от кратера Коун. Обаче астронавтите забравят да извадят касетата с филма от тази камера, която остава на Луната.
След края на второто си излизане, астронавтите отново разхерметизират кабината на лунния модул и отварят люка за изхвърляне на станалите ненужни предмети.

## Старт от Луната и завръщане на Земята
След още едно хранене и кратка почивка на астронавтите, на сто четиридесет и третия час от полета стартовата степен на лунния модул излита от Луната. Общата продължителност на престоя на лунния модул на повърхността на Луната е 33 часа 24 минути.
Стиковката на излетната степен на лунния модул и на командния модул се осъществява с първия опит на сто четиридесет и петия час от полета, а сближаването, снимано от Стюарт Руса в командния модул, се предава по телевизията.
Шепард и Митчел почистват скафандрите и предметите, преносими в отсека на екипажа с прахосмукачка, и преминават при него.
На сто четиридесет и седмия час от полета излетната степен на лунния модул е отделена от командния модул. След това е пуснат спирачният ѝ двигател и тя, както е предвидено, пада на Луната. Падането става на 70 км от мястото за приземяване на кораба „Аполо-14“ и на 115 км от мястото на прилуняване на Аполо-12. Сътресенията, предизвикани от падането, са регистрирани от сеизмографите, доставени от екипажите на тези кораби, в продължение на около половин час. Предполагат, че при падането на тази степен се е образувал кратер с дължина 20 метра, ширина 2 метра и дълбочина 1 метър.
На сто и петдесетия час от полета, при трийсет и петата обиколка около Луната е включен основният двигател, който отправя кораба по траектория към Земята.
На сто седемдесет и третия час на полета започват технологични експерименти. Едновременно се провежда телевизионен сеанс. Шепард по време на сеанса казва няколко думи за значението на космическите полети и изразява надеждата, че те ще помогнат на мира в целия свят.
Отделянето на отсека за екипажа от служебния отсек на командния модул става на двеста и шестнадесетия час от полета. Отсекът с екипажа се приводнява на 9 февруари 1971 година в 21 часа 05 минути 04 секунди GMT на 6,4 км от самолетоносача „Ню Орлеан“.
Координатите на мястото на приземяване са 27°02′ ю. ш. 172°40′ з. д. / 27.033333° ю. ш. 172.666667° з. д. (G)-27.033333, -172.666667.
Полетът продължава 216 часа 42 минути.
Във водата отсекът с екипажа отначало се установява в правилно положение (с дъното надолу), но един от трите основни парашута не се отделя при приводняването и хвърлените от вертолет леководолази прерязват въжетата.
Водолазите подвеждат под отсека понтон, подават на астронавтите през люка чисти комбинезони и маски с респиратори (при полетите на корабите „Аполо“ 11 – 14 се предвиждат карантинни мерки заради опасения от пренасяне на Земята на опасни микроорганизми. Понеже не са открити никакви микроорганизми, за полета на „Аполо-15“ и последвалите го полети, драстичните следполетни карантинни мерки за астронавти и образци са отменени).
Вертолетът доставя екипажа на борда на самолетоносача 49 минути след приводняването.